# Calma
Calma – czwarty album grupy Aya RL, wydany w 1996 roku, nakładem wydawnictwa Mercury Polska. Płyta jest bezpośrednią kontynuacją poprzedniego krążka Nomadeus.

## Lista utworów
źródło:.
1. „Calmagon (part IV)” – 4:08
2. „Wy-to-ja” – 4:18
3. „Calmagon (part II)” – 6:10
4. „Elle-uti-neyo” – 3:36
5. „Ray Vee” – 4:35
6. „Ameryka (dreadman dub)” – 4:32
7. „Lukas (part II)” – 4:33
8. „Calma” – 9:29
9. „Na-na-yeah” – 3:20
10. „Jazz (A.D. 1996)” – 4:55
11. „Ameryka” – 4:39

## Skład zespołu
źródło:.
- Igor Czerniawski – instrumenty klawiszowe
- Paweł Kukiz – wokal
- Jarosław Lach – gitara, instrumenty klawiszowe